# ۱ فوریه
۱ فوریه سی و دومین روز سال در گاه‌شماری میلادی است. ۳۳۳ روز (در سال‌های کبیسه ۳۳۴ روز) تا پایان سال باقی‌است.

## رویدادها
- ۴۸۱ - هونریک پادشاه وندال‌ها یک گفتگو را بین اسقف‌های کاتولیک و آریان در کارتاژ ترتیب می‌دهد.
- ۱۳۲۷ - ادوارد سوم نوجوان به عنوان پادشاه انگلستان تاج‌گذاری می‌کند.
- ۱۷۹۰ - دیوان عالی ایالات متحده آمریکا برای اولین بار در نیویورک برگزار می‌شود.
- ۱۷۹۳ - جنگ‌های انقلاب فرانسه: فرانسه علیه انگلستان و هلند اعلام جنگ می‌کند.
- ۱۸۳۵ - برده‌داری در موریس ممنوع می‌شود.
- ۱۸۶۱ - جنگ داخلی آمریکا: تگزاس از آمریکا جدا می‌شود.
- ۱۸۶۱ - آبراهام لینکن، رئیس‌جمهور آمریکا، اصلاحیه سیزدهم قانون اساسی ایالات متحده را امضا می‌کند.
- ۱۸۸۴ - توماس ادیسون ساخت اولین استدیوی تصاویر متحرک، بلک ماریا، را در اورنج غربی، نیوجرسی به اتمام می‌رساند.
- ۱۸۸۴ - اولین جلد از فرهنگ انگلیسی آکسفورد (A to Ant) منتشر می‌شود.
- ۱۸۹۷ - شینهان بانک، قدیمی‌ترین بانک کره جنوبی، در سئول تأسیس می‌شود.
- ۱۹۰۴ - نخستین حکومت ایسلند در پی استقلال این کشور از دانمارک تأسیس شد.
- ۱۹۲۰ - پلیس سواره نظام سلطنتی کانادا شروع به کار می‌کند.
- ۱۹۲۴ - انگلستان اتحاد جماهیر شوروی سوسیالیستی را به رسمیت می‌شناسد.
- ۱۹۴۴ - وقوع زمین‌لرزه فوریه ۱۹۴۴ ترکیه
- ۱۹۴۶ - تریگوه لی از نروژ اولین دبیرکل سازمان ملل متحد می‌شود.
- ۱۹۷۹ - پس از ۱۵ سال تبعید روح‌الله خمینی وارد تهران (در تصویر) شد.
- ۲۰۰۲ - دانیل پرل، روزنامه‌نگار آمریکایی و دفتردار آسیای جنوبی در وال استریت ژورنال ربوده می‌شود.
- ۲۰۰۳ - شاتل فضایی کلمبیا در هنگام بازگشت به جو زمین منفجر شد و همه ۷ سرنشین آن کشته شدند.
- ۲۰۰۳ - برج شارد لندن، بلندترین برج اتحادیه اروپا برای عموم افتتاح شد.

## زادروزها
- ۳۱۷ - کنستانتین دوم (م. ۳۴۰) امپراتور روم

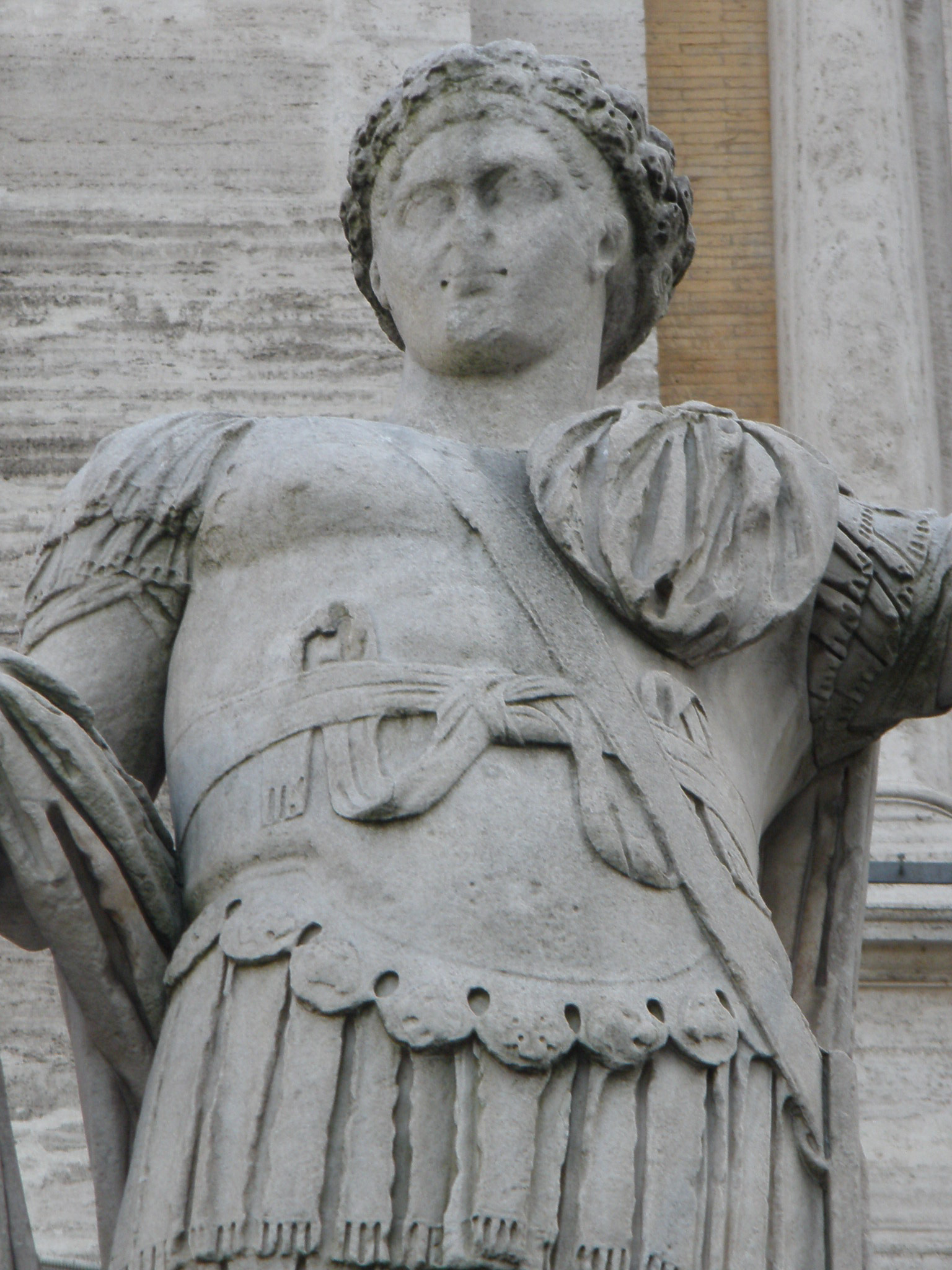
کنستانتین دوم

- ۱۰۴۱ - بولسلاو دوم لهستان (م. ۱۰۸۱)
- ۱۶۹۸ - کولین مک‌لورین (م. ۱۷۴۶)
- ۱۷۶۸ - چارلز تایت (م. ۱۸۳۵)
- ۱۷۹۲ - جان فریدریش دیفن‌باخ (م. ۱۸۴۷)
- ۱۸۰۱ - توماس کول (م. ۱۸۴۸)
- ۱۸۲۸ - جورج اف. ادموندز (م. ۱۹۱۹)
- ۱۸۴۴ - گرانویل استانلی هال (م. ۱۹۲۴)
- ۱۸۷۲ - پل فور (م. ۱۹۶۰)
- ۱۸۷۸ - آلفرد هایوش (م. ۱۹۵۵)
- ۱۸۷۸ - هتی کیراوی (م. ۱۹۵۰)
- ۱۸۸۲ - عبدالله اول (م. ۱۹۵۱)
- ۱۸۹۴ - جان فورد (م. ۱۹۷۳)
- ۱۹۰۱ - کلارک گیبل (م. ۱۹۶۰)
- ۱۹۰۲ - لنگستون هیوز (م. ۱۹۶۷)
- ۱۹۰۵ - امیلیو گینو سگر (م. ۱۹۸۹)
- ۱۹۰۶ - لودویگ لاخمان (م. ۱۹۹۰)
- ۱۹۱۱ - آبراهام هاسکل تاب (م. ۱۹۹۹)
- ۱۹۱۲ - آلبین کیتسینگر (م. ۱۹۷۰)
- ۱۹۱۵ - استنلی ماتیوس (م. ۲۰۰۰)
- ۱۹۱۷ - کونیتاکا سوئوکا بازیکن فوتبال اهل ژاپن
- ۱۹۲۸ - محمد ارکون (م. ۲۰۱۰)
- ۱۹۳۰ - پیتر تپسل
- ۱۹۳۱ - بوریس یلتسین (م. ۲۰۰۷)
- ۱۹۳۳ - پیتر سیلت (م. ۱۹۹۸)
- ۱۹۳۳ - وندل اندرسون
- ۱۹۳۵ - ولادیمیر آکسیونوف
- ۱۹۳۶ - تونجل کورتیز
- ۱۹۳۷ - برادران اورلی آیزاک دانالد «دان» اورلی و فیلیپ «فیل» اورلی، خوانندگان و آهنگسازان آمریکایی

- ۱۹۳۷ - توونی ویتر
- ۱۹۳۷ - ماریان ویسنیسکی
- ۱۹۳۹ - کلود فرانسوا (م. ۱۹۷۸)
- ۱۹۴۱ - آناتولی فیرسوف (م. ۲۰۰۰)
- ۱۹۴۲ - کلودیو اولینتو دی کاروالیو
- ۱۹۴۴ - مایک انزی

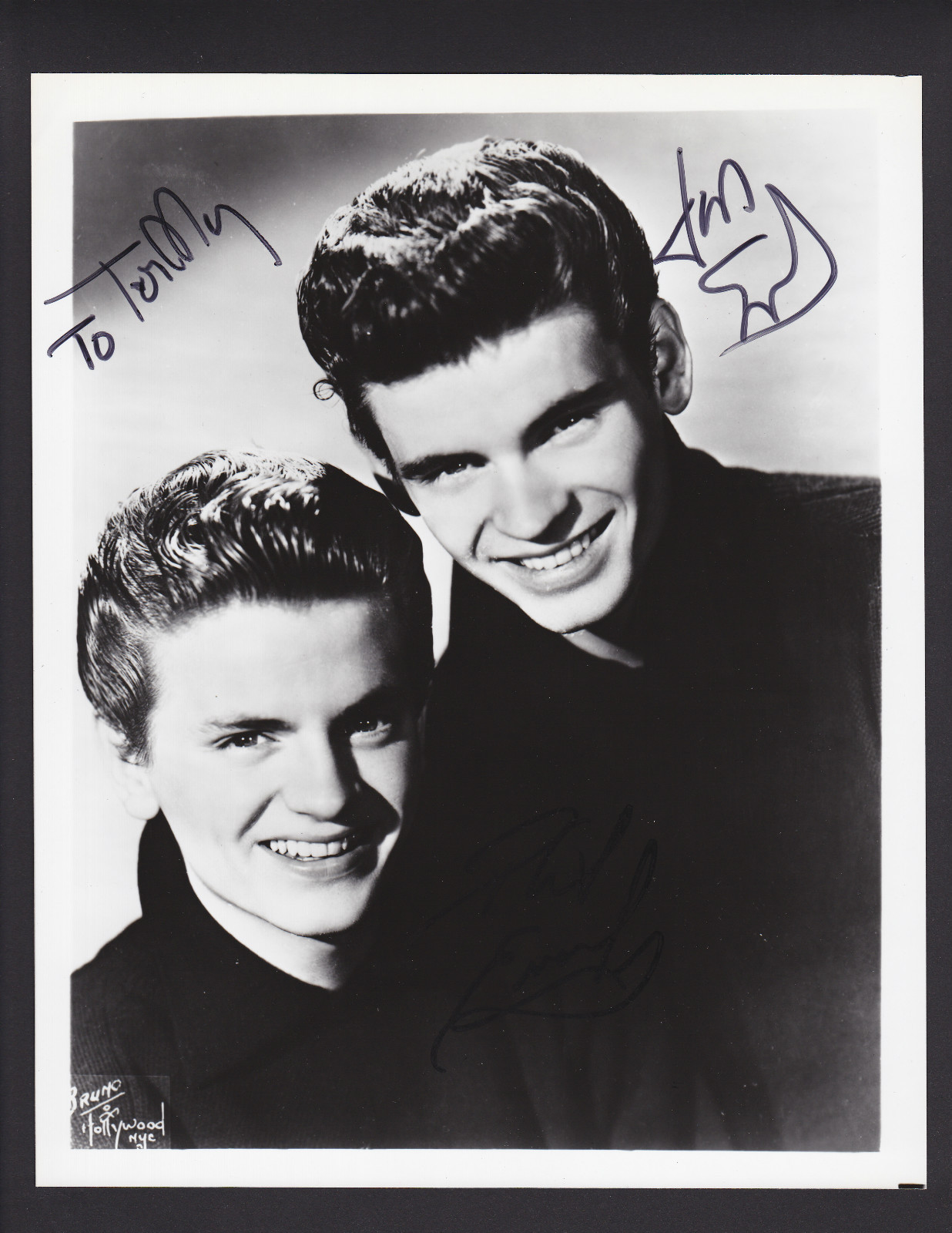
برادران اورلی

- ۱۹۴۷ - فرانک تیپلر دانشمند فیزیک ریاضی و کیهان‌شناس آمریکایی
- ۱۹۴۹ - فرانکو کاوسیو
- ۱۹۵۲ - راجر تسین
- ۱۹۵۳ - میگول آنجل آلونسو
- ۱۹۵۵ - آگوستو ایناسیو
- ۱۹۵۸ - لوتر بلیست
- ۱۹۵۸ - رمضان عبدالله، از پایه‌گذاران جنبش جهاد اسلامی فلسطین
- ۱۹۵۹ - اتمار لیبرت
- ۱۹۶۱ - دنیل ام تنی
- ۱۹۶۱ - میگول تندییو
- ۱۹۶۲ - مانوئل آماروس
- ۱۹۶۴ - الی اوهانا
- ۱۹۶۵ - برندان لی (م. ۱۹۹۳)
- ۱۹۶۶ - راب لی
- ۱۹۶۷  - گابریل باتیستوتا
- ۱۹۶۸ - لیزا ماری پریسلی
- ۱۹۶۹ - بهمن قبادی
- ۱۹۷۱ - مارسیلینیو کاریوکا
- ۱۹۷۱ - مایکل سی هال
- ۱۹۷۲ - ژوهان والم
- ۱۹۷۲ - کریستیان سایگه
- ۱۹۷۸ - آندرسون روبرتو دا سیلوا لوئیز
- ۱۹۷۸ - کینان
- ۱۹۸۳ - حامد آفاق
- ۱۹۸۴ - درن فلچر
- ۱۹۸۷ - جوزپه روسی بازیکن فوتبال اهل ایتالیا

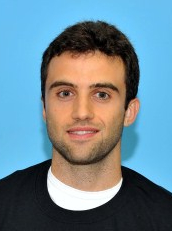
جوزپه روسی

- ۱۹۸۷ - سباستین بونیش
- ۱۹۸۷ - کاستل پانتیلیمون
- ۱۹۸۷ - هیثر موریس
- ۱۹۹۰ - فیلیپه باستوس
- ۱۹۹۰ - لارا مارلینگ
- ۱۹۹۴ - هری استایلز

## مرگ‌ها
- ۱۳۲۸ - شارل چهارم (ت. ۱۲۹۴)
- ۱۶۹۱ - الکساندر هشتم (ت. ۱۶۱۰)
- ۱۷۳۳ - آگوست دوم لهستان (ت. ۱۶۷۰)
- ۱۸۳۹ - جوزپه والادیه (ت. ۱۷۶۲)
- ۱۸۵۰ - ادوارد بیکر لینکلن (ت. ۱۸۴۶)
- ۱۸۵۱ - مری شلی (ت. ۱۷۹۷)
- ۱۸۵۶ - ایوان پاسکویچ (ت. ۱۷۸۲)
- ۱۸۷۳ - متیو فونتین موری (ت. ۱۸۰۷)
- ۱۸۷۸ - جرج کروکشنک (ت. ۱۷۹۲)
- ۱۸۸۵ - جیمز چستنات جونیور (ت. ۱۸۱۵)
- ۱۸۹۳ - جوزف پی. کامجیس (ت. ۱۸۱۳)
- ۱۹۰۳ - سر جرج گابریل استوکس، بارونت اول (ت. ۱۸۱۹)
- ۱۹۲۲ - یاماگاتا آریتومو (ت. ۱۸۳۸)
- ۱۹۲۹ - کارل یولیوس بلوخ (ت. ۱۸۵۴)
- ۱۹۴۱ - والتر آبوت (ت. ۱۸۷۷)
- ۱۹۴۱ - ویلیام جی. مک‌آدو (ت. ۱۸۶۳)
- ۱۹۴۴ - پیت موندریان (ت. ۱۸۷۲)
- ۱۹۴۴ - فرانتس کوچرا (ت. ۱۹۰۴)
- ۱۹۵۷ - فریدریش پائولوس فیلد مارشال آلمانی در دوره رایش سوم (ت. ۱۸۹۰)

- ۱۹۵۸ - کلینتون دیویسون (ت. ۱۸۸۱)
- ۱۹۶۱ - ماکس زیمون (ت. ۱۸۹۹)

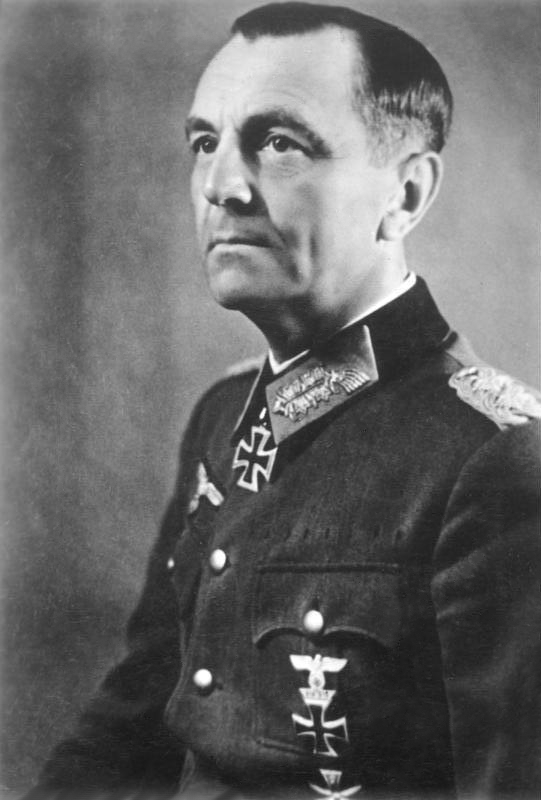
فریدریش پائولوس

- ۱۹۶۲ - ویلهلم اونه‌زورگه (ت. ۱۸۷۲)
- ۱۹۶۶ - باستر کیتون (ت. ۱۸۹۵)
- ۱۹۷۶ - جرج ویپل (ت. ۱۸۷۸)
- ۱۹۷۶ - ورنر کارل هایزنبرگ (ت. ۱۹۰۱)
- ۱۹۹۱ - هرتسل روزنبلوم (ت. ۱۹۰۳)
- ۱۹۹۵ - ریچی ادواردز (ت. ۱۹۶۷)
- ۱۹۹۶ - ری کراوفرد (ت. ۱۹۱۵)
- ۱۹۹۹ - رودولف کاراپاتی (ت. ۱۹۲۰)
- ۲۰۰۲ - دانیل پرل (ت. ۱۹۶۳)
- ۲۰۰۳ - ایلان رامون (ت. ۱۹۵۴)
- ۲۰۰۳ - دیوید ام. براون (ت. ۱۹۵۶)
- ۲۰۰۳ - ریک هاسبند (ت. ۱۹۵۷)
- ۲۰۰۳ - کالپانا چاولا (ت. ۱۹۶۱)
- ۲۰۰۳ - لارل کلارک (ت. ۱۹۶۱)
- ۲۰۰۳ - مایکل پی. اندرسون (ت. ۱۹۵۹)
- ۲۰۰۳ - ویلیام سی. مک‌کول (ت. ۱۹۶۱)
- ۲۰۰۷ - جیان کارلو منوتی آهنگساز ایتالیایی (ت. ۱۹۱۱)

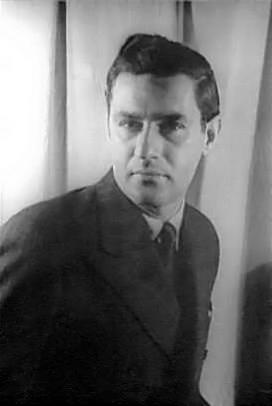
جیان کارلو منوتی

- ۲۰۱۲ - ویسواوا شیمبورسکا (ت. ۱۹۲۳)

## مناسبت‌ها
- روز نیروی هوایی در کشور نیکاراگوئه
- سالروز مخالفت با بردگی در کشور موریس
- روز ملی لباس قرمز در کشور آمریکا
- روز قهرمانان در کشور رواندا
- روز یادبود جمهوری در کشور مجارستان
- روز ملی آزادی در کشور ایالات متحده آمریکا
- روز جهانی حجاب
- روز جهانی خوشبینی